# Distrito judicial de Lisboa
O Distrito judicial de Lisboa foi um dos quatro distritos judiciais de Portugal. Correspondia à jurisdição do Tribunal da Relação de Lisboa.
O Distrito judicial de Lisboa incluía os seguintes Círculos Judiciais: Almada, Amadora, Angra do Heroísmo, Barreiro, Caldas da Rainha, Cascais, Funchal, Lisboa, Loures, Oeiras, Ponta Delgada, Sintra, Torres Vedras, Vila Franca de Xira. Cada Círculo Judicial agrupava uma ou mais Comarcas. Cada Comarca tinha jurisdição sobre um ou mais municípios. 
Foi extinto em 2014 aquando da reforma do mapa judiciário.